# Horst Wruck
Horst Wruck (* 18. Juni 1946 in Berlin; † 31. März 2022 in Frankfurt (Oder)) war ein deutscher Fußballspieler. In der höchsten Spielklasse des DDR-Fußballs, der Oberliga, spielte er für den FC Vorwärts Frankfurt/Oder und dessen Ost-Berliner Vorgänger.

## Sportliche Laufbahn

### Gemeinschafts- und Clubstationen
Der Offensivspieler Horst Wruck, dessen älterer Bruder Wolfgang Wruck unter anderem beim 1. FC Union Berlin und in der DDR-Nationalspieler ebenfalls als Fußballspieler auf hohem Niveau reüssierte, begann mit elf Jahren beim ASK Vorwärts Berlin. Im ostdeutschen Oberhaus debütierte er am vorletzten Spieltag der Saison 1965/66 für den erst wenige Monate zuvor aus dem ASK hervorgegangenen Fußballclub der Armeesportvereinigung Vorwärts. In der 26. und letzten Runde lief der erst 19-jährige Wruck erneut für den FC Vorwärts auf, der als Tabellenzweiter den bis dato punktgleichen Tabellenführer FC Carl Zeiss Jena mit 2:0 besiegte und damit – wie schon im Vorjahr – die DDR-Meisterschaft gewann.
Bereits in seiner zweiten Spielzeit für Vorwärts Berlin 1966/67 gehörte Wruck mit neun erzielten Toren in 22 absolvierten Partien zu den Leistungsträgern seiner Mannschaft, die nach den Erfolgen der Vorjahre jedoch nur den achten Platz der Abschlusstabelle belegte. Im Europapokal der Landesmeister 1966/67 war der FC Vorwärts, der zuvor noch zwei Qualifikationsspiele zu bestreiten hatte, bereits in der ersten Runde am polnischen Meister Górnik Zabrze gescheitert.
Auf den erneut enttäuschenden vierten Platz in der Spielzeit 1967/68 folgte in der Saison 1968/69 die insgesamt sechste Meisterschaft der Berliner, die für Wruck seinen zweiten Titelgewinn bedeutete, zu dem er selbst mit zwei Toren in 23 Einsätzen beigetragen hatte.
Nachdem sich der FC Vorwärts durch den Gewinn der Meisterschaft für den Europapokal der Landesmeister 1969/70 qualifiziert hatte, stieß dort der Club bis ins Viertelfinale vor, wo Wruck mit seiner Mannschaft dem niederländischen Vertreter Feyenoord Rotterdam unterlag. Im FDGB-Pokal 1969/70 erreichte Vorwärts sogar das Finale, in dem Wruck beim 4:2-Sieg über den 1. FC Lokomotive Leipzig das zwischenzeitliche 2:0 seiner Mannschaft erzielte. Die Oberliga 1969/70 dominierte jedoch der FC Carl Zeiss Jena, sodass der FCV sich dort mit dem zweiten Rang in der Meisterschaft begnügen musste.
Die Spielzeit 1970/71, in der Vorwärts nur den siebten Platz belegte, im Europapokal der Pokalsieger 1970/71 jedoch erneut bis ins Viertelfinale gegen die PSV Eindhoven vorstieß, war Wrucks letzte Saison in Ost-Berlin. Nach insgesamt 113 Oberliga-Einsätzen und 18 Meisterschaftstoren sowie 16 Europapokalspielen mit zwei Toren für den FC Vorwärts Berlin wurde Wruck zusammen mit seinen Mannschaftskollegen nach Frankfurt (Oder) delegiert, wo der bisherige Hauptstadtklub fortan als FC Vorwärts Frankfurt spielte.
Der FC Vorwärts konnte an die Erfolge aus seinen Berliner Zeiten nicht mehr anknüpfen. Abschlussplatzierungen im Mittelfeld der Oberliga zwischen 1971/72 und 1974/75 deuteten den langsamen Niedergang des einstigen Spitzenclubs an, der sich ab 1975/76 schließlich im dauerhaften Abstiegskampf wiederfand. Zwar erreichte der FCV im FDGB-Pokal 1975/76 mit Wruck als linkem Außenstürmer erneut das Finale gegen Lok Leipzig, blieb bei der 0:3-Niederlage aber chancenlos. In der Oberligasaison 1976/77 konnte der Klassenerhalt nur dank der besseren Tordifferenz gegenüber dem punktgleichen Absteiger BSG Stahl Riesa noch verhindert werden, 1977/78 stieg der Club schließlich als Vorletzter der Oberliga in die DDR-Liga ab. Wruck beendete daraufhin 32-jährig seine aktive Laufbahn. Nach der Delegierung nach Frankfurt (Oder) hatte er weitere 150 Spiele in der Oberliga absolviert und in diesen abermals 18 Tore erzielt, sodass er insgesamt 263 Oberligaeinsätze (36 Tore) für den FC Vorwärts bestritten hatte.

### Auswahleinsätze
In den Jahren 1963 und 1964 wurde Wruck in die DDR-Juniorennationalelf berufen, für die er vier Spiele absolvierte und einen Treffer erzielte. Zwischen 1966 und 1969 kam er zu 14 Einsätzen in der ostdeutschen Nachwuchsauswahl.
Durch seine starken Leistungen in der Oberliga empfahl sich Wruck auch für die DDR-A-Nationalmannschaft. Für die Elf von Trainer Harald Seeger bestritt der FCV-Fußballer am 22. Juni 1969 gegen Chile (0:1) seinen einzigen offiziellen Einsatz in diesem Team. Das Fachblatt fuwo urteilte zu seinem Debüt auf der Position des rechten Mittelfeldspielers in der Spielereinzelkritik: „Der kleine Berliner war keine große Enttäuschung, aber auch alles andere als eine Offenbarung.“ Im zweiten Duell mit den chilenischen Fußballern, nun von einer Oberligaauswahl ausgetragen und nicht als offizielles A-Länderspiel gewertet, spielte Horst Wruck beim 2:1-Sieg eine Halbzeit, bevor er durch Harald Schütze ab Minute 46 ersetzt wurde. Wenige Tage später weilte er mit der Seeger-Elf auf einer Trainings- und Wettkampfreise in Schweden und stand auch im Aufgebot für das Länderspiel gegen die Vereinigte Arabische Republik am 9. Juli 1969, aber wurde dort nicht eingesetzt.

### Erfolge
- DDR-Oberliga:
  - Meister: 1965/66, 1968/69
  - 2. Platz: 1969/70
- FDGB-Pokal
  - Sieger: 1969/70
  - 2. Platz: 1975/76

## Weiterer Werdegang
Nach seiner aktiven Spielerkarriere wirkte der gelernte Maschinenbauer und Ingenieurökonom ab 1978 als Nachwuchstrainer beim FC Vorwärts. Im März 2022 verstarb der frühere Nationalspieler.

## Trivia
Sein Neffe Torsten war nach der Wende Zweitligaprofi beim FC 08 Homburg.